# Jakob Huldreich Bachmann
Jakob Huldreich Bachmann (* 21. November 1843 in Stettfurt; † 26. August 1915 ebenda) war ein Schweizer Jurist, Bundesrichter und Politiker.

## Familie
Bachmann war der Sohn des reichen Gutsherrn, Oberrichters und Kantonsrats Johann Jakob Bachmann und der Enkel von Johann Rudolf Wegelin. 1876 heiratete er Anna Gertrud Lüti, Tochter des Jakob Lüti, Kaufmann. Das Paar hatte vier Kinder: Anne Bachmann, Marie Elise Bachmann (1879–1955), Otto Bachmann (verstarb im Kindesalter) und Clara Bachmann (verstarb mit 24 Jahren an einer Lungenkrankheit). Alle vier Kinder blieben ledig und verstarben ohne Kinder, die Alleinerbin Marie Elise Bachmann vermachte das Familienvermögen der «Bachmann’schen Stiftung» (heute dialogos), die ein Wohnheim für psychisch beeinträchtigte Menschen führt.
Vater Johann kaufte 1867 das Schloss Frauenfeld dem Kanton für 40'000 Fr. ab, um es vor dem Abriss zu retten, und Jakob Bachmann nutzte es als Wohnsitz (neben einer Wohnung in Zürich und einem Landgut in Stettfurt) bis 1895, als Bachmann als Bundesrichter nach Lausanne ging.

## Karriere
Bachmann studierte zuerst 1862–1863 Philosophie in Zürich und Heidelberg und absolvierte dann 1863–1867 zusätzlich ein Rechtsstudium in Heidelberg, Leipzig, Berlin und Zürich. In 1867 erwarb er den Dr. iur. und 1869 das Thurgauer Anwaltspatent. Bis 1895 war er Anwalt in Frauenfeld, zudem verfolgte er eine Karriere als Richter: 1871–1872 war er Vize-Verhörrichter, 1872–1893 Bezirksrichter (1873–1893 Präsident), 1894–1895 Richter am Ober- und 1896–1904 am Bundesgericht (1902–1904 Präsident). 1878–1889 war er Mitglied des kantonalen Kriegsgerichts, 1890–99 Grossrichter der 7. Division (als Major).
1875–1896 wirkte Bachmann im Thurgauer Kantonsrat. 1880 gehörte er dem Thurgauer Zentralkomitee gegen eine erneute Bundesreform an. 1881–1895 sass er im Nationalrat (1895 Nationalratspräsident). Er galt bei seiner Wahl als «konservativ angehaucht». In der Bundesversammlung war er zunächst der Mitte, dann dem liberal-demokratischen Flügel zuzurechnen. Sowohl im Rat wie in der Volksabstimmung bekämpfte der Grossgrundbesitzer und Bankier das neue Schuldbetreibungs- und Konkursgesetz, das 1892 in Kraft trat, erfolglos.
Ab 1872 war er Verwaltungsrat der Thurgauischen Hypothekenbank (1880 Mitglied der Kommission, ab 1884 deren Präsident), 1878–1894 der Nordostbahn (ab 1890 Präsident, 1894 auf Betreiben von Adolf Guyer-Zeller ersetzt). Der religiöse Bachmann war 1870–1895 Mitglied der evangelischen Synode sowie 1878–1895 des Kirchenrats. 1890 stiftete er den Helm des Stettfurter Kirchturms samt vier Glocken; 1906 legte er den finanziellen Grundstein für ein neues Pfarrhaus.